# زبان کیکویو
زبان کیکویو یک زبان از خانوادهٔ زبان‌های بانتو است که مردمان کیکویو در کشور کنیا بدان سخن می‌رانند. کیکویوها با حدود ۶ میلیون جمعیت بزرگترین گروه قومی کنیا هستند. زبان کیکویو یک زبان نهاد-فعل-مفعول است.